# Lex Iulia repetundarum
Die Lex Iulia repetundarum (von lat.: repetere = zurückfordern) war eine Verbotsvorschrift Caesars aus dem Jahr seines ersten Konsulats 59 v. Chr. Zielgruppe des Tatbestands waren Provinzstatthalter, die sich bei den Provinzialen ausbeuterisch bedient hatten.
Die lex knüpfte an eine Serie vorangegangener Repetundenvorschriften an. So berichtet Livius, dass bereits 171 v. Chr. Bundesgenossen bereicherungsrechtliche Zivilklagen gegen ehemalige hispanische Statthalter führten. Eine erste überlieferte gesetzliche Verankerung enthielt die lex Acilia repetundarum von 123/122 v. Chr. Zuletzt hatte Sulla entsprechende Vorkehrungen in seiner lex Cornelia repetundarum getroffen, diese Bestandteil seines Staatsrechtsreformpakets der Jahre 82 bis 79 v. Chr. Gemeinsam war den Vorschriften, dass aus ihnen die Rückforderung widerrechtlich erbeuteter Gelder und illegal konfiszierten Besitzes verlangt werden durfte.
Das Gesetz ging über bloße Rückforderungstatbestände hinaus. Es ordnete auch Strafen an, wobei als Sanktion die Zahlungspflicht eines Mehrfachen der Streitsumme, möglicherweise in vierfacher Höhe, in Betracht kam. Zum anderen konnte der Delinquent – mittlerweile hatte sich das generell bei politischen Kriminalprozessen abgezeichnet – mit Infamie belegt werden. Wer seine Ehre erst verloren hatte, verlor auch die Senatorenwürde und büßte die Befähigung zum Richteramt ein. Ebenso durften anwaltliche Tätigkeiten dann nicht mehr ausgeübt werden. Von Infamie betroffene Statthalter kamen zudem weder als Testaments- noch als Gerichtszeugen in Betracht. Unter Strafe standen in der julischen Repetundenvorschrift auch Kriegsführungsanliegen der Statthalter, soweit sie weder vom Senat noch vom Volk gebilligt waren. Magistraten wurde das Strafpaket angedroht, wenn sie ohne die notwendige Ermächtigung durch den Senat oder das Volk, die Provinz verließen.
Auch verschärfte die Norm das Pflichtenprogramm zur Rechenschaftslegung. Rechnungen waren fortan zu Zwecken der Überprüfbarkeit doppelt vorzuhalten, sowohl am Ort der Provinzhauptverwaltung als auch am Ort der tatsächlichen Amtsausführung.
Angewandt wurde das Gesetz mit unterschiedlichem Ausgang. Marcus Aemilius Scaurus wurde beispielsweise freigesprochen, nachdem er von Cicero begleitet und verteidigt worden war. Auf der anderen Seite wurde Aulus Gabinius, syrischer Prokonsul der Jahre 56 und 55 v. Chr., aus dem Normenpaket verurteilt.